# Bonnské pravomoci

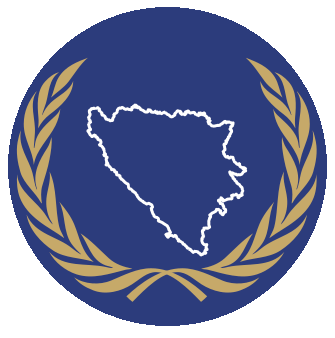
Logo Úřadu vysokého představitele pro Bosnu a Hercegovinu.

Bonnské pravomoci (anglicky Bonn powers, bosensky Bonska ovlašćenja/Bonske ovlasti) je seznam pravomocí pro vysokého představitele pro Bosnu a Hercegovinu, který vypracovala Rada pro implementaci míru na třetím ministerském jednání v Bonnu v roce 1997. Tento seznam doplňuje přílohu č. 10 Daytonské smlouvy. 
V rámci těchto pravomocí je Úřad vysokého představitele pro Bosnu a Hercegovinu finálním arbitrem ve všech otázkách civilní stránky implementace Daytonské mírové smlouvy. Může tak odvolávat volené politiky nebo suspendovat zákony, a to jak na úrovni celé Bosny a Hercegoviny, jejích obou dvou entit, nebo i nižších subjektů (například kantonů v rámci Federace Bosny a Hercegoviny). 
Tyto pravomoci používali vysocí představitelé v Bosně a Hercegovině v různé míře; méně či více často. V letech 2009 až 2012 vydal Úřad vysokého představitele na 900 různých rozhodnutí, které byly právě těmito pravomocemi odůvodněné. Miroslav Lajčák jejich užívání kritizoval. Christian Schmidt, který je vysokým představitelem pro Bosnu a Hercegovinu od roku 2021, jich užíval více, než jeho předchůdci, což se stalo předmětem kritiky, také ale pomáhalo řešit krizové situace v chodu státu či jeho jednotlivých entit.